# Voskovka vápnomilná
Voskovka vápnomilná (Hygrocybe calciphila) je druh houby z čeledi šťavnatkovité (Hygrophoraceae).

## Znaky
Klobouk v průměru dorůstá 0,5–6 cm. Nejdříve vyklenutý se později rozevírá na plošně rozložený až lehce vmáčklý. Pokožka je hladká, červenooranžová, u okrajů zpravidla bledší, ve středové části jemně zrnitá. Okraje jsou rýhované, u dospělých plodnic mohou být zvlněné.
Lupeny jsou tlusté, proložené množstvím menších lupénků, u třeně široce přirostlé, na klobouku řídce uspořádané. Barevně během vývoje přecházejí od bleděžluté, přes žlutou až po lehce oranžovou. Výtrusný prach je bílý.
Třeň je 2–4,5 cm dlouhý, válcovitý, u báze zahnutý, hladký, podélně rýhovaný, vláknitý až dutý, barvu má stejnou jako klobouk.
Tenká, oranžovočervená dužnina nemá žádnou vůni, chuťově je mírná.

## Užití
Nejedlá houba.

## Ekologie
Od července do října roste dosti vzácně na vápnitých substrátech (často např. ve vápencových lomech, ale také v lesích a na loukách se značně vápnitou půdou).

## Rozšíření
Druh byl popsán v oblastech Švédska, Dánska, Švýcarska, Spojeného království, Irska, Rakouska, Nizozemí, Česka, Slovenska, Francie, Estonska, Německa, Norska, Španělska a Belgie.

## Galerie

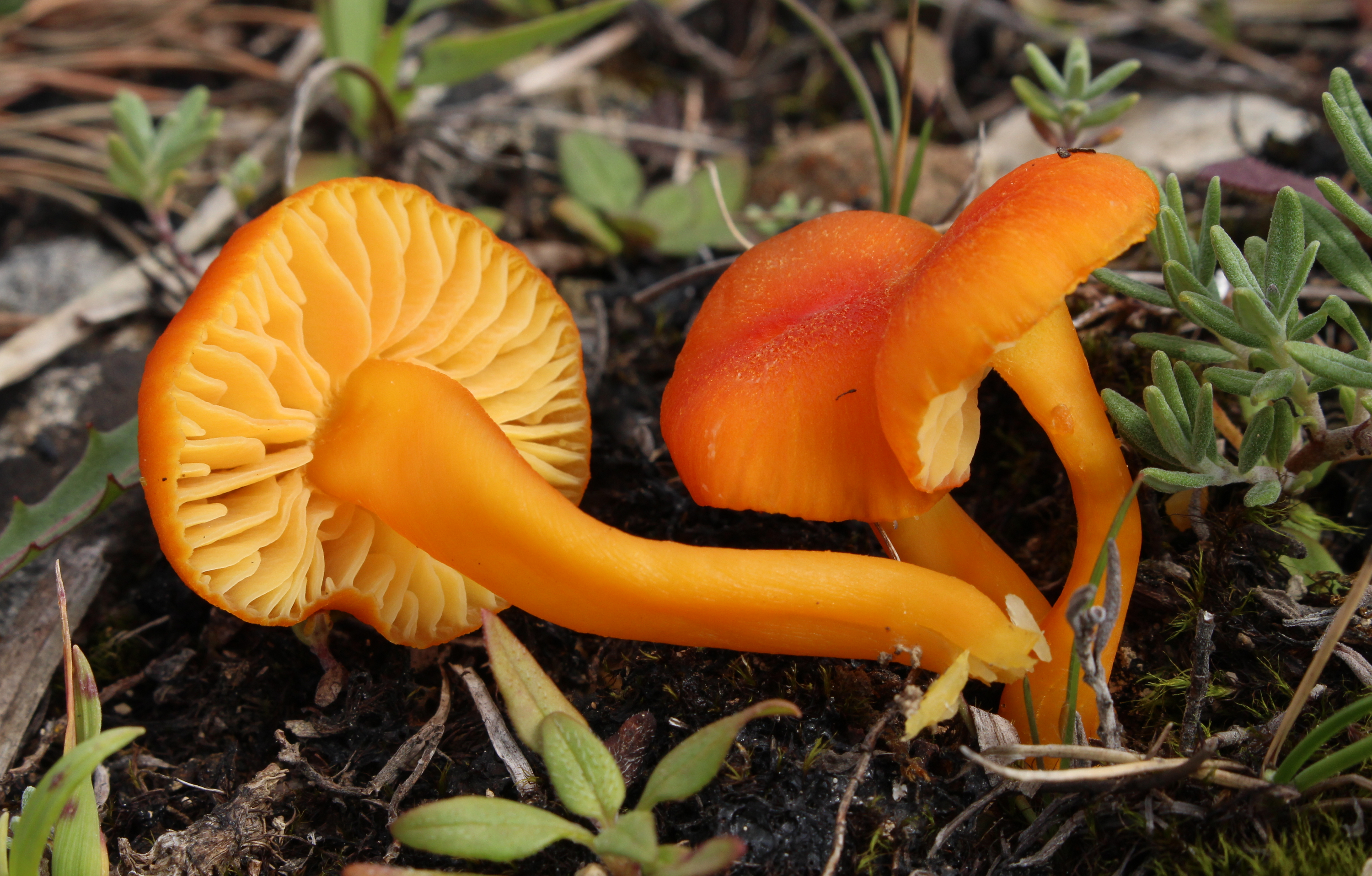

## Možnost záměny
- Voskovka krvavá (Hygrocybe miniata) [2]